# كريل سداسي الأشواك
ايفوزي سداسي الأشواك أو كريل سداسي الأشواك (الاسم العلمي:Nematobrachion sexspinosum) هو نوع من الحيوانات البحرية يتبع جنس ايفوزي خيطي الغلاصم من فصيلة الايفوزية.